# Анастас I (католикос)
Анастас I — 22-й глава алуанского католикосата Армянской апостольской церкви, занимал должность 4 года, сменив предыдущего Микаэла.
Упомянут в XXIII главе III книги Истории страны Алуанк Моисея Каганкатваци в списке агванских патриархов и их деяниях.